# Lepadella longiseta
Lepadella longiseta är en hjuldjursart som beskrevs av Myers 1934. Lepadella longiseta ingår i släktet Lepadella och familjen Lepadellidae. Inga underarter finns listade i Catalogue of Life.